# 本石倉駅
本石倉駅（ほんいしくらえき）は、かつて北海道茅部郡森町石倉町にあった北海道旅客鉄道（JR北海道）函館本線の駅（廃駅）である。電報略号はホイ。駅番号はH59。事務管理コードは▲140117。

## 歴史
もともと当地では昭和初期に駅設置が請願されていたが、隣接する蛯谷地区での請願（のちの石谷駅、現：石谷信号場）と競合し、建設がなされなかった経緯がある。その後、太平洋戦争を受けての戦時輸送力増強に合わせて信号場が設置され、その後旅客を取り扱うようになった。しかし、後年の利用の減少を受け、石谷駅共々2022年（令和4年）3月12日をもって旅客扱いを終了し、廃止となった。

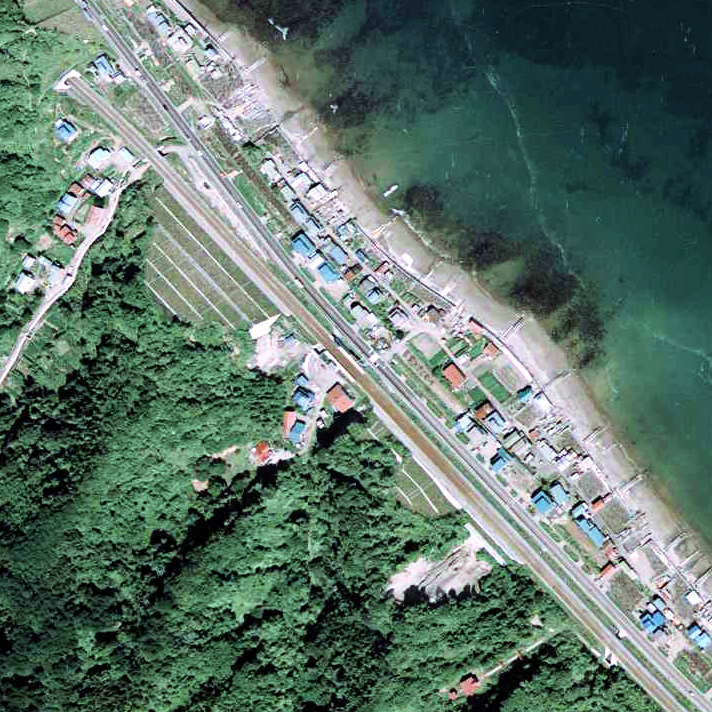
1976年の本石倉仮乗降場と周囲約500m範囲。右下が函館方面。

### 年表
- 1928年（昭和3年）：11月：運転上の必要から森駅 - 石倉駅間に停車場の設置が必要となり[4]、下濁川（現：石倉町）と本茅部、上濁川（現：濁川）の住民が、石倉駅の南方約4km地点、下濁川への駅新設を請願するが、蛯谷と本茅部の2集落間への駅設置の請願と競合する[4]。
- 1929年（昭和4年）10月：鉄道省により、信号場位置が蛯谷に決定する（後の石谷信号場）[4]。これに対し、濁川地区は失望したものの、その後は蛯谷地区と協力して石谷信号場の駅昇格を求める方針に移行した[4][注 1]。
- 1933年（昭和8年）10月：下濁川地区住民約300名が、下濁川地区への駅設置を札幌鉄道局長に請願する。その後も数次に渡り請願[4]。
- 1944年（昭和19年）9月10日：国有鉄道函館本線の本石倉信号場として開業[4][5]。
  - この時点での線路は現在国道5号となっている位置に設置されていた[6]。
- 1948年（昭和23年）7月1日：本石倉信号場が廃止され、本石倉仮乗降場（局設定）となる[4][5]。少なくともこの時点で客扱いを実施[4]。
- 1949年（昭和24年）6月1日：日本国有鉄道法施行に伴い、日本国有鉄道（国鉄）に継承。
- 1964年（昭和39年）9月29日：再度本石倉信号場となる[5][7]。
  - この時点での旅客扱いの有無は不明であるが、信号場末期の1973年（昭和48年）に国鉄北海道総局が発行した『北海道　駅名の起源』には乗降扱いがある信号場である旨の表記あり[7]。
- 1973年（昭和48年）12月11日：石谷駅 - 石倉駅間の複線化[注 2]に伴い信号場として廃止。当駅前後は新線を建設したため、新線上に移設し本石倉仮乗降場として乗降扱いのみ継続[6][4]。
- 1987年（昭和62年）4月1日：国鉄分割民営化に伴い、北海道旅客鉄道（JR北海道）の駅となると共に旅客駅に昇格。本石倉駅（ほんいしくらえき）となる[5]。
- 1990年（平成2年）3月10日：営業キロ設定。
- 2007年（平成19年）10月1日：駅ナンバリングを実施[JR北 2]。
- 2021年（令和3年）9月18日：同日付『北海道新聞』で、当駅が翌年春実施予定のダイヤ改正に合わせて廃止検討されている旨報道される[新聞 1]。
- 2022年（令和4年）3月12日：利用客減少に伴い、同日実施のダイヤ改正に併せて廃止[JR北 1]。

## 駅構造
相対式ホーム2面2線を有する地上駅。鉄筋にコンクリートパネルを敷き詰めた、簡単なホームとなっている。駅舎はなく、ホームの上に待合所が設置される。森駅管理の無人駅。

### のりば
| ホーム | 路線      | 方向 | 行先         |
| ------ | --------- | ---- | ------------ |
| 駅舎側 | ■函館本線 | 下り | 長万部方面   |
| 反対側 | ■函館本線 | 上り | 森・函館方面 |

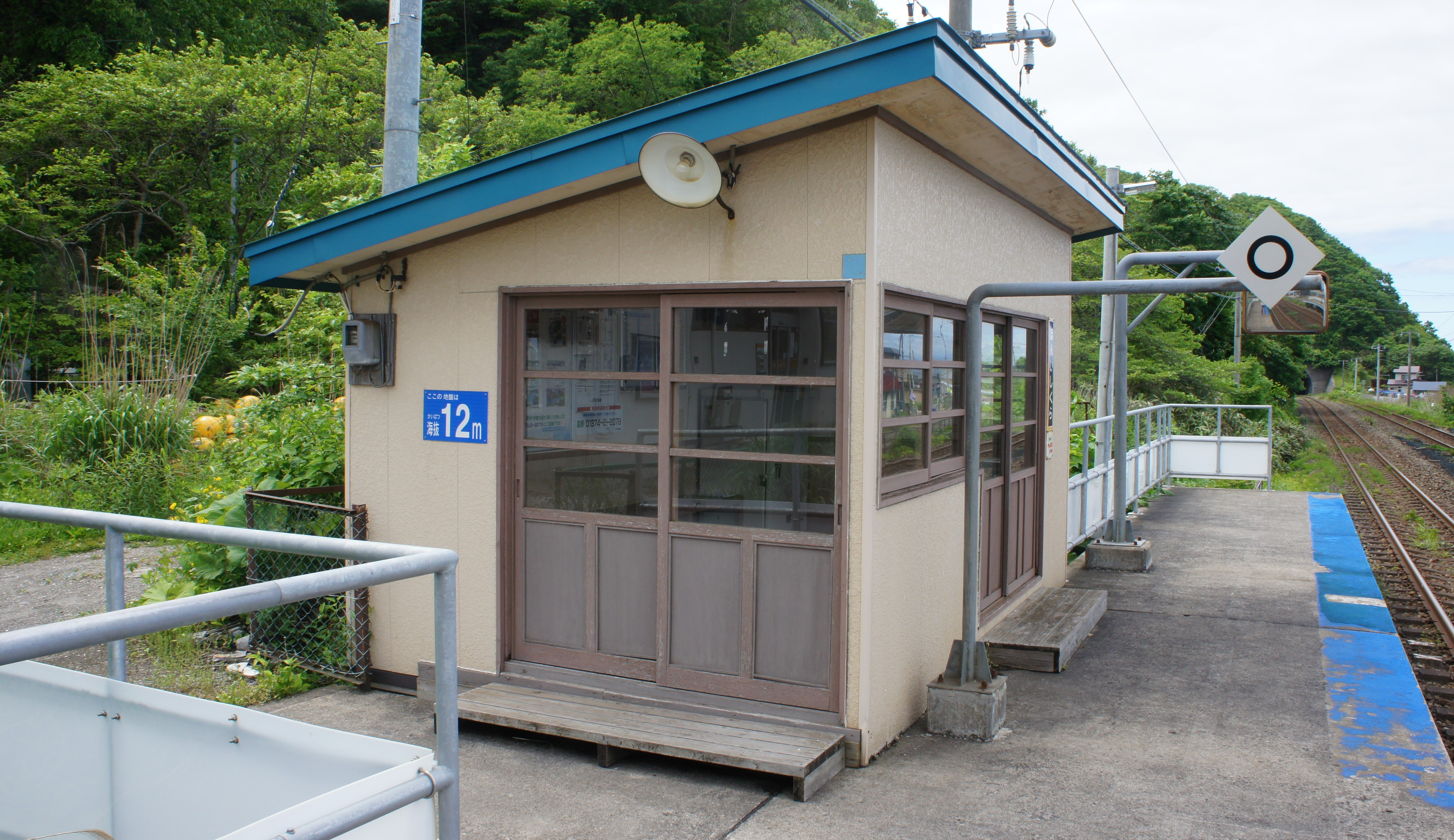
待合所（2018年6月）
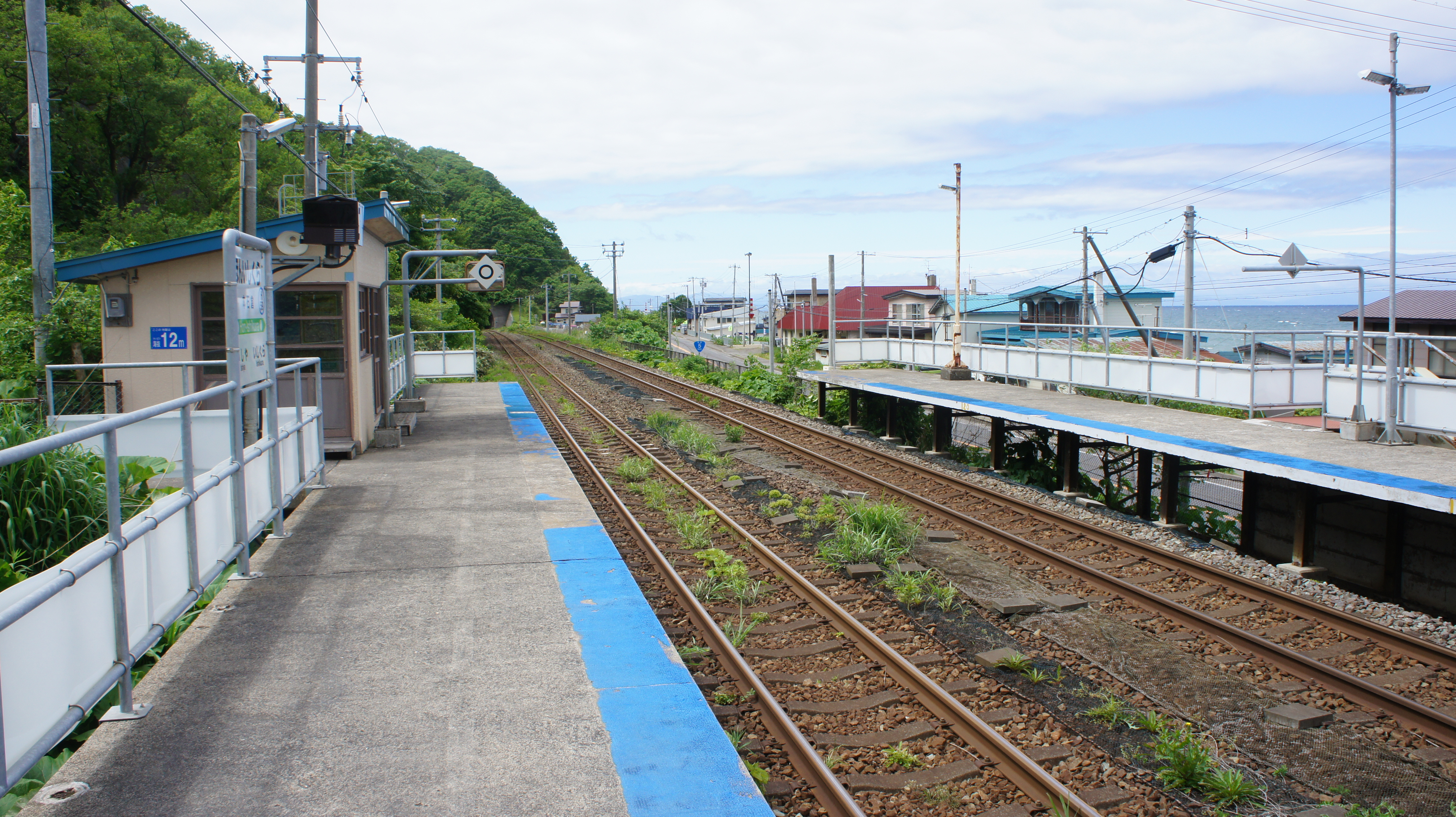
ホーム（2018年6月）

## 利用状況
旅客営業当時の乗車人員の推移は以下の通り。年間の値のみ判明している年度は日数割で算出した参考値を括弧書きで示す。出典が「乗降人員」となっているものについては1/2とした値を括弧書きで乗車人員の欄に示し、備考欄で元の値を示す。
また、「JR調査」については、当該の年度を最終年とする過去5年間の各調査日における平均である。
| 年度               | 乗車人員（人） | 乗車人員（人） | 乗車人員（人） | 出典       | 備考 |
| 年度               | 年間           | 1日平均        | JR調査         | 出典       | 備考 |
| ------------------ | -------------- | -------------- | -------------- | ---------- | ---- |
| 2015年（平成27年） |                |                | 「10名以下」   | [ JR北 3 ] |      |
| 2017年（平成29年） |                |                | 2.8            | [ 11 ]     |      |
| 2018年（平成30年） |                |                | 2.0            | [ 12 ]     |      |
| 2019年（令和元年） |                |                | 「3名以下」    | [ JR北 4 ] |      |
| 2020年（令和02年） |                |                | 「3名以下」    | [ JR北 5 ] |      |

## 駅周辺
- 国道5号
- 森警察署石谷駐在所
- 石倉郵便局
- 森町立石倉小学校
- 函館バス「本石倉」停留所

## 隣の駅
北海道旅客鉄道（JR北海道）
■函館本線
石谷駅 (H60) - 本石倉駅 (H59) - 石倉駅 (H58)